# Barnoldswick
Barnoldswick – miasto i civil parish w Wielkiej Brytanii, w Anglii w regionie North West England, w hrabstwie Lancashire, w dystrykcie Pendle. W 2011 roku civil parish liczyła 10 752 mieszkańców.
Barnoldswick jest wspomniana w Domesday Book (1086) jako Bernulfesuuic. Mieści się tu fabryka Rolls Royce'a. Niegdyś należała do firmy Rover, ale została wykupiona 1943. Numery wielu modeli silników odrzutowych Rolls Royce'a rozpoczynają się literami RB (np. RB199). Skrót ten pochodzi od nazwy Rolls Barnoldswick, gdyż właśnie w tym mieście usytuowane jest centrum projektowe firmy.